# Akademické mistrovství světa v orientačním běhu 1996
10. Akademické mistrovství světa v orientačním běhu proběhlo ve Maďarsku ve dnech 16. až 21. července 1996. Centrem závodů AMS byl Veszprém.
Závodů se zúčastnilo celkem 228 závodníků (127 mužů a 101 žen) z 28 zemí.

## Program závodů
Program mistrovství světa:
| Den          | Závod         | Centrum závodu |
| ------------ | ------------- | -------------- |
| 16. července | krátká trať   |                |
| 18. července | klasická trať |                |
| 20. července | štafety       |                |

## Závod na krátké trati (Short)
| Zkrácené výsledky                                                                | Zkrácené výsledky                                                                | Zkrácené výsledky                                                                | Zkrácené výsledky                                                                | Zkrácené výsledky                                                               | Zkrácené výsledky                                                               | Zkrácené výsledky                                                               | Zkrácené výsledky                                                               |
| Muži                                                                             | Muži                                                                             | Muži                                                                             | Muži                                                                             | Ženy                                                                            | Ženy                                                                            | Ženy                                                                            | Ženy                                                                            |
| -------------------------------------------------------------------------------- | -------------------------------------------------------------------------------- | -------------------------------------------------------------------------------- | -------------------------------------------------------------------------------- | ------------------------------------------------------------------------------- | ------------------------------------------------------------------------------- | ------------------------------------------------------------------------------- | ------------------------------------------------------------------------------- |
| - Traťové parametry: 4,8 km, 200 m převýšení, 15 kontrol. - Mapa: - 48 závodníků | - Traťové parametry: 4,8 km, 200 m převýšení, 15 kontrol. - Mapa: - 48 závodníků | - Traťové parametry: 4,8 km, 200 m převýšení, 15 kontrol. - Mapa: - 48 závodníků | - Traťové parametry: 4,8 km, 200 m převýšení, 15 kontrol. - Mapa: - 48 závodníků | - Traťové parametry: 3,8 km, 180 m převýšení, 11 kontrol. - Mapa: - 53 závodnic | - Traťové parametry: 3,8 km, 180 m převýšení, 11 kontrol. - Mapa: - 53 závodnic | - Traťové parametry: 3,8 km, 180 m převýšení, 11 kontrol. - Mapa: - 53 závodnic | - Traťové parametry: 3,8 km, 180 m převýšení, 11 kontrol. - Mapa: - 53 závodnic |
| Umístění                                                                         | Jméno                                                                            | Čas                                                                              | Ztráta                                                                           | Umístění                                                                        | Jméno                                                                           | Čas                                                                             | Ztráta                                                                          |
| Zlatá medaile                                                                    | Olivier Coupat                                                                   | 24:10                                                                            |                                                                                  | Zlatá medaile                                                                   | Jana Cieslarová                                                                 | 25:09                                                                           |                                                                                 |
| Stříbrná medaile                                                                 | Juha Peltola                                                                     | 25:44                                                                            | +1:34                                                                            | Stříbrná medaile                                                                | Külli Kaljus                                                                    | 25:39                                                                           | +0:30                                                                           |
| Bronzová medaile                                                                 | Michal Jedlička                                                                  | 26:16                                                                            | +2:06                                                                            | Bronzová medaile                                                                | Juliette Soulard                                                                | 25:40                                                                           | +0:31                                                                           |
| Bronzová medaile                                                                 | Gábor Domonyik                                                                   | 26:16                                                                            | +2:06                                                                            | 4                                                                               | Linda Fahlén                                                                    | 25:58                                                                           | +0:49                                                                           |
| 5                                                                                | Emil Wingstedt                                                                   | 26:41                                                                            | +2:31                                                                            | 5                                                                               | Martina Rákayová                                                                | 26:00                                                                           | +0:51                                                                           |
| 6                                                                                | Luboš Matějů                                                                     | 27:02                                                                            | +2:52                                                                            | 6                                                                               | Andrea Bokros                                                                   | 26:03                                                                           | +0:54                                                                           |

## Závod na klasické trati (Classic)
| Zkrácené výsledky                                                                                               | Zkrácené výsledky                                                                                               | Zkrácené výsledky                                                                                               | Zkrácené výsledky                                                                                               | Zkrácené výsledky                                                                                            | Zkrácené výsledky                                                                                            | Zkrácené výsledky                                                                                            | Zkrácené výsledky                                                                                            |
| Muži | Muži | Muži | Muži | Ženy | Ženy | Ženy | Ženy |
| --- | --- | --- | --- | --- | --- | --- | --- |
| - Traťové parametry: 13,8 km, 320 m převýšení, 26 kontrol. - Mapa: Ör-Hegy, 1 : 15 000, E = 5 m - 116 závodníků | - Traťové parametry: 13,8 km, 320 m převýšení, 26 kontrol. - Mapa: Ör-Hegy, 1 : 15 000, E = 5 m - 116 závodníků | - Traťové parametry: 13,8 km, 320 m převýšení, 26 kontrol. - Mapa: Ör-Hegy, 1 : 15 000, E = 5 m - 116 závodníků | - Traťové parametry: 13,8 km, 320 m převýšení, 26 kontrol. - Mapa: Ör-Hegy, 1 : 15 000, E = 5 m - 116 závodníků | - Traťové parametry: 9,3 km, 205 m převýšení, 15 kontrol. - Mapa: Ör-Hegy, 1 : 15 000, E = 5 m - 88 závodnic | - Traťové parametry: 9,3 km, 205 m převýšení, 15 kontrol. - Mapa: Ör-Hegy, 1 : 15 000, E = 5 m - 88 závodnic | - Traťové parametry: 9,3 km, 205 m převýšení, 15 kontrol. - Mapa: Ör-Hegy, 1 : 15 000, E = 5 m - 88 závodnic | - Traťové parametry: 9,3 km, 205 m převýšení, 15 kontrol. - Mapa: Ör-Hegy, 1 : 15 000, E = 5 m - 88 závodnic |
| Umístění | Jméno | Čas | Ztráta | Umístění | Jméno | Čas | Ztráta |
| Zlatá medaile                                                                                                   | Emil Wingstedt                                                                                                  | 1:08:56 | | Zlatá medaile                                                                                                | Jana Cieslarová                                                                                              | 57:54 | |
| Stříbrná medaile                                                                                                | Alexander Mikhailov                                                                                             | 1:10:52 | +1:56 | Stříbrná medaile                                                                                             | Bernadett Kovács                                                                                             | 1:00:44 | +2:50 |
| Bronzová medaile                                                                                                | Olivier Coupat                                                                                                  | 1:11:14 | +2:18 | Bronzová medaile                                                                                             | Martina Rákayová                                                                                             | 1:01:02 | +3:08 |
| 4 | Martin Štěpánek                                                                                                 | 1:13:02 | +4:06 | 4 | Zsuzsa Fey                                                                                                   | 1:01:18 | +3:24 |
| 5 | Matti Envall | 1:13:12 | +4:16 | 5 | Lenka Čechová                                                                                                | 1:01:30 | +3:36 |
| 6 | Juha Peltola | 1:13:38 | +4:42 | 6 | Monika Schaffner                                                                                             | 1:01:45 | +3:51 |

## Závod štafet (Relay)
| Zkrácené výsledky                                                       | Zkrácené výsledky                                                                 | Zkrácené výsledky                                                       | Zkrácené výsledky                                                       | Zkrácené výsledky                                                       | Zkrácené výsledky                                                                   | Zkrácené výsledky                                                       | Zkrácené výsledky                                                       |
| Muži                                                                    | Muži                                                                              | Muži                                                                    | Muži                                                                    | Ženy                                                                    | Ženy                                                                                | Ženy                                                                    | Ženy                                                                    |
| ----------------------------------------------------------------------- | --------------------------------------------------------------------------------- | ----------------------------------------------------------------------- | ----------------------------------------------------------------------- | ----------------------------------------------------------------------- | ----------------------------------------------------------------------------------- | ----------------------------------------------------------------------- | ----------------------------------------------------------------------- |
| - Traťové parametry: - Mapa: Péti-Hegy, 1 : 15 000, E = 5 m - 21 štafet | - Traťové parametry: - Mapa: Péti-Hegy, 1 : 15 000, E = 5 m - 21 štafet           | - Traťové parametry: - Mapa: Péti-Hegy, 1 : 15 000, E = 5 m - 21 štafet | - Traťové parametry: - Mapa: Péti-Hegy, 1 : 15 000, E = 5 m - 21 štafet | - Traťové parametry: - Mapa: Péti-Hegy, 1 : 15 000, E = 5 m - 18 štafet | - Traťové parametry: - Mapa: Péti-Hegy, 1 : 15 000, E = 5 m - 18 štafet             | - Traťové parametry: - Mapa: Péti-Hegy, 1 : 15 000, E = 5 m - 18 štafet | - Traťové parametry: - Mapa: Péti-Hegy, 1 : 15 000, E = 5 m - 18 štafet |
| Umístění                                                                | Jméno                                                                             | Čas                                                                     | Ztráta                                                                  | Umístění                                                                | Jméno                                                                               | Čas                                                                     | Ztráta                                                                  |
| Zlatá medaile                                                           | Ukrajina Roman Fedotov Vitaliy Chtcherbina Serguei Roussetskij Alexander Mihailov | 3:51:17                                                                 |                                                                         | Zlatá medaile                                                           | Česko Mária Honzová Kateřina Tichá Lenka Čechová Jana Cieslarová                    | 2:50:31                                                                 |                                                                         |
| Stříbrná medaile                                                        | Maďarsko György Novai Ferenc Lévai Dávid Farkas Gábor Domonyik                    | 3:52:20                                                                 | +1:03                                                                   | Stříbrná medaile                                                        | Německo Katrin Renger Meike Jager Kirsten Rösel Judith Keinath                      | 2:55:50                                                                 | +5:19                                                                   |
| Bronzová medaile                                                        | Francie Fabrice Vannier Remi Gueorgiou Stephane Toussaint Olivier Coupat          | 3:55:27                                                                 | +4:10                                                                   | Bronzová medaile                                                        | Maďarsko Bernadett Kovács Réka Gárdonyi Mária Lubinszki Andrea Bokros               | 2:55:58                                                                 | +5:27                                                                   |
| 4                                                                       | Finsko Jari Kahelin Jouni Kahelin Juha Miettinen Juha Peltola                     | 3:56:08                                                                 | +4:51                                                                   | 4                                                                       | Švýcarsko Daniela Deplazes Janine Lauenstein Eva Suter Monika Schaffner             | 2:56:21                                                                 | +5:50                                                                   |
| 5                                                                       | Švédsko Anders Akeman Tomas Jonsson Matti Envall Emil Wingstedt                   | 3:56:22                                                                 | +5:05                                                                   | 5                                                                       | Norsko Ellen Moen Elisabeth Arvesen Ellen-Kathrine Svendsby Anne-Margarethe Hausken | 2:56:49                                                                 | +6:18                                                                   |
| 6                                                                       | Česko Aleš Drahoňovský Martin Štěpánek Michal Jedlička Pavel Košárek              | 3:56:29                                                                 | +5:12                                                                   | 6                                                                       | Finsko Anu-Marjut Pasonen Katja-Elina Peltola Sini Kemppainen Susanna Mattsson      | 2:57:05                                                                 | +6:34                                                                   |

## Medailové pořadí podle zemí
Pořadí zúčastněných zemí podle získaných medailí v jednotlivých závodech mistrovství (tzv. olympijského hodnocení).
| Medailové pořadí podle zemí | Medailové pořadí podle zemí | Medailové pořadí podle zemí | Medailové pořadí podle zemí | Medailové pořadí podle zemí | Medailové pořadí podle zemí |
| Pořadí                      | Stát                        | Zlatá medaile               | Stříbrná medaile            | Bronzová medaile            | Celkem                      |
| --------------------------- | --------------------------- | --------------------------- | --------------------------- | --------------------------- | --------------------------- |
| 1                           | Česko                       | 3                           |                             | 1                           | 4                           |
| 2                           | Ukrajina                    | 1                           | 1                           |                             | 2                           |
| 3                           | Francie                     | 1                           |                             | 3                           | 4                           |
| 4                           | Švédsko                     | 1                           |                             |                             | 1                           |
| 5                           | Maďarsko                    |                             | 2                           | 2                           | 4                           |
| 6                           | Německo                     |                             | 1                           |                             | 1                           |
| 6                           | Finsko                      |                             | 1                           |                             | 1                           |
| 6                           | Estonsko                    |                             | 1                           |                             | 1                           |
| 7                           | Slovensko                   |                             |                             | 1                           | 1                           |

## Česká reprezentace na AMS
Česko reprezentovalo 6 mužů a 6 žen pod vedením trenérů Josefa Hubáčka a Renaty Vlachové.
| Přehled umístění českých reprezentantů | Přehled umístění českých reprezentantů | Přehled umístění českých reprezentantů | Přehled umístění českých reprezentantů | Přehled umístění českých reprezentantů | Přehled umístění českých reprezentantů |
| Kategorie                              | Jméno                                  | Klasika                                | Krátká                                 | Štafety                                |                                        |
| -------------------------------------- | -------------------------------------- | -------------------------------------- | -------------------------------------- | -------------------------------------- | -------------------------------------- |
| Ženy                                   | Jana Cieslarová                        | 1. místo                               | 1. místo                               | 1. místo                               |                                        |
| Ženy                                   | Lenka Čechová                          | 5. místo                               | 38. místo                              | 1. místo                               |                                        |
| Ženy                                   | Mária Honzová                          | 16. místo                              | X                                      | 1. místo                               |                                        |
| Ženy                                   | Iva Navrátilová                        | 49. místo                              | 8. místo                               | X                                      |                                        |
| Ženy                                   | Hana Ryglová                           | X                                      | 36. místo                              | X                                      |                                        |
| Ženy                                   | Kateřina Tichá                         | 27. místo                              | 11. místo                              | 1. místo                               |                                        |
| Muži                                   | Kamil Arnošt                           | 57. místo                              | X                                      | X                                      |                                        |
| Muži                                   | Aleš Drahoňovský                       | 19. místo                              | 11. místo                              | 6. místo                               |                                        |
| Muži                                   | Michal Jedlička                        | 26. místo                              | 3. místo                               | 6. místo                               |                                        |
| Muži                                   | Pavel Košárek                          | 20. místo                              | 34. místo                              | 6. místo                               |                                        |
| Muži                                   | Luboš Matějů                           | X                                      | 6. místo                               | X                                      |                                        |
| Muži                                   | Martin Štěpánek                        | 4. místo                               | 48. místo                              | 6. místo                               |                                        |